# Die Trösterin

Die Trösterin
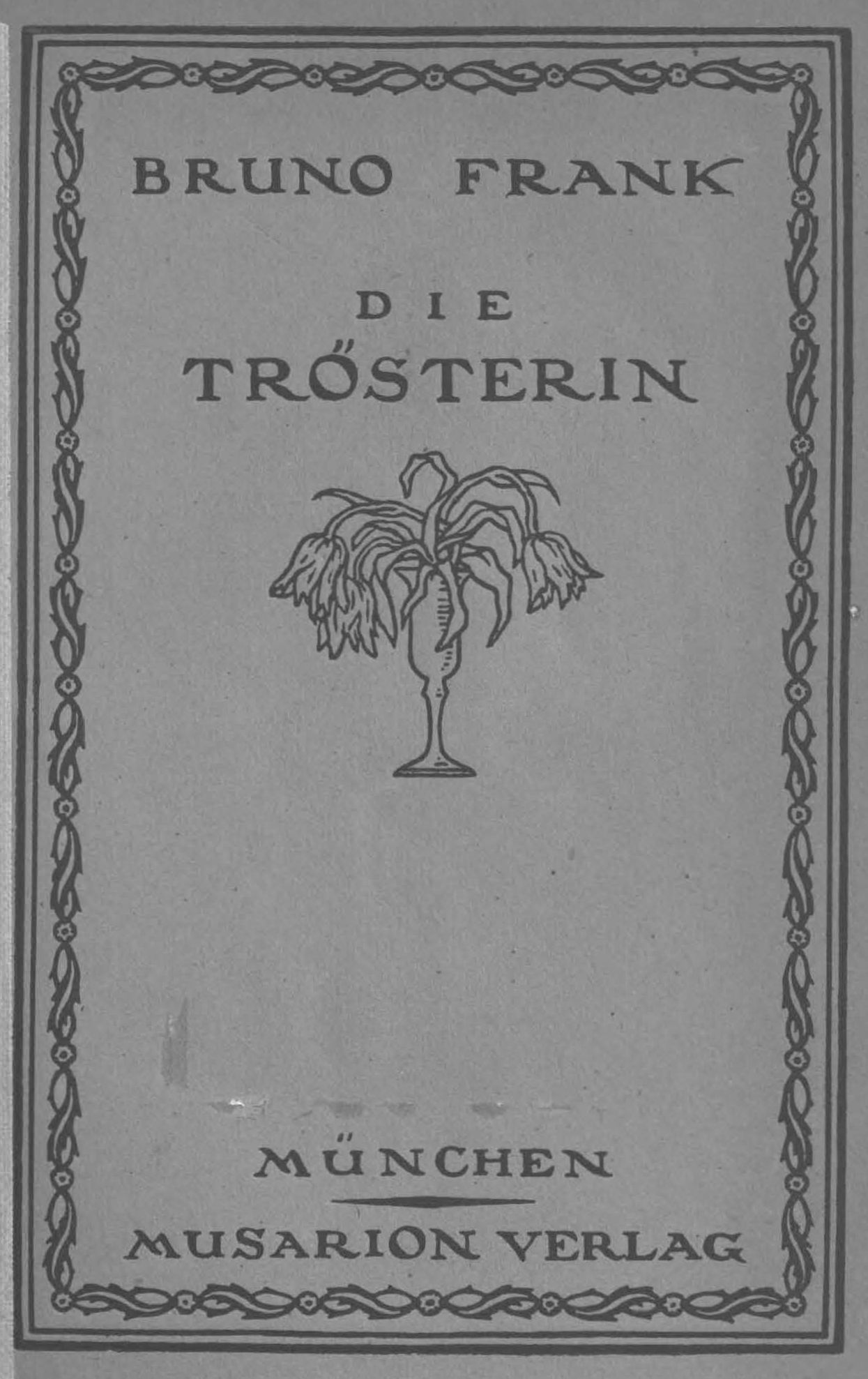

Die Trösterin. Schauspiel in drei Akten aus dem Jahr 1919 war das vierte Bühnenstück von Bruno Frank. Die Uraufführung fand am 10. Oktober 1919 im Schauspielhaus München statt, weitere Aufführungen in Berlin, Hamburg und Stuttgart. Die Druckausgabe des Stücks erschien 1919 im Musarion Verlag in München.

## Übersicht
Sibylle, die glücklich verheiratete Frau des Arztes Dr. Landenberger, geht mit dem Maler Rottacker, der sich in einer Schaffenskrise befindet, aus Mitleid ein Verhältnis ein. Als Landenberger von dem Ehebruch erfährt, ist er tief getroffen, verzeiht aber resigniert seiner Frau.

## Handlung
Hinweis: Zahlen in runden Klammern, zum Beispiel (49), verweisen auf die entsprechenden Seiten in der verwendeten Druckausgabe #Frank 1919.2.
Sibylle ist glücklich verheiratet mit dem vielbeschäftigten Arzt Geheimrat Landenberger. Dieser rettet dem berühmten Maler Rottacker durch eine gefährliche Gallenoperation das Leben. Rottacker zweifelt am Sinn seiner Arbeit und fürchtet, sich selbst überlebt zu haben. Bei einer „Rottacker-Gedächtnisausstellung“ will er sich Rechenschaft über sein Lebenswerk ablegen.
Vor der Ausstellungseröffnung besucht Rottacker die Landenbergers und erhält den Auftrag, die Hausherrin zu porträtieren. Während vieler Sitzungen kommen sich Sibylle und der Maler näher. Er gesteht ihr, dass er an seinem Leben leidet und an seinem Werk verzweifelt, denn, so klagt er im Selbstgespräch: „Du hast dich abgemüht auf einem Felde, wo du doch nicht der Größte bist!“ (49)
Er habe sich in sie verliebt, gesteht er Sibylle, aber das Leiden an der Kunst sei nun abgelöst worden vom Leiden an der unerfüllten Liebe zu ihr. Als „Trösterin“ in seiner verzweifelten Traurigkeit gibt sich Sibylle dem Maler hin, aus Mitleid, nicht aus Liebe (49):
„Sibylle (beugt sich zu ihm nieder): Armer! Lieber!

Rottacker: Oh Sibyl, ich lieb‘ dich so!

Sibylle (ganz weich und erbarmend): Komm … (Sie beugt sich tiefer zu ihm, den Arm um ihn gelegt. Leise, tröstend mütterlich): Komm!

Rottacker (noch ungläubig): Sibyl? Dein Mund? Wirklich? Wirklich?

Sibylle (flüsternd): Wenn du doch leidest … Wenn du so sehr leidest … (sie beugt sich ganz zu ihm nieder, im Kusse)“
Sibylle glaubt, ihrem Mann nichts wegzunehmen, weil er doch der Einzige ist, den sie liebt. Der Maler blüht durch die Beziehung zu Sibylle auf und wird von neuem Lebensmut erfüllt. Er erkennt jedoch bald, dass die Lage für Sibylle auf Dauer unerträglich sein wird, und will aus der Stadt fortziehen. In der Zwischenzeit verrät Sibylles unglückliche Cousine Lena aus Missgunst dem Arzt, dass seine Frau ihn betrügt. Bei einer Abschiedsszene zwischen Sibylle und Rottacker werden sie von Landenberger überrascht, während sie sich umarmen. Beide versuchen weitläufig zu erklären, was Landenberger unerklärlich bleiben muss. Schließlich verzeiht Landenberger seiner Frau resigniert, aber nicht ohne Hoffnung für die gemeinsame Zukunft mit seiner Frau.

## Hintergrund

### Mitleid
Arthur Schopenhauer gehörte wie Thomas Mann und Iwan Turgenjew zu Bruno Franks „Hausgöttern“. Im Sinne von Schopenhauers Mitleidsethik hatte er das Mitleid als zentrales Motiv seines Bühnenstücks erkoren. Das Motiv kündigt sich bereits eingangs des Stücks an in einem Telefongespräch Landenbergers. Er soll ein sechzehnjähriges Dienstmädchen operieren, die ein junger Bursche geschwängert hat: „Scheußlich reingefallen ist das gute Ding. Nun muß das Messer dran. Kann nicht nein sagen! Hat zu viel Mitleid, um nein zu sagen!“ (2)
Landenbergers Frau Sibylle hat ein gutes Herz. Während langer Porträtsitzungen gesteht ihr der Maler Rottacker, dass er unglücklich in sie verliebt ist. Er ist mit seinem Leben und seinem Werk unzufrieden, und nur die Erfüllung seiner Sehnsucht könne ihn retten. Sibylle ist ergriffen von der tiefen Trauer und Sehnsucht des Malers und gibt sich ihm aus Mitleid hin, sie wird zu seiner „Trösterin“.  Es bleibt jedoch nicht bei diesem einzigen Vorfall, vielmehr entsteht ein dauerhaftes Verhältnis zwischen beiden, bis Rottacker aus Rücksicht auf Sibylle die Beziehung auflöst.

### Mundart
Obwohl von großbürgerlicher Abstammung hatte Bruno Frank große Sympathie für die „einfachen Leute“, die sich in seinen Stücken oft durch ihre Mundart auszeichnen. Wilhelmine Schuppe, die Wirtschafterin des Malers Rottacker, berlinert und beeindruckt durch ihre robuste, klarsichtige Art. Der ebenfalls berlinernde Portier leidet unter der Unterdrückung durch die energische Frau.  Die mundartsprechenden Personen tragen zwar zur Heiterkeit der Handlung bei, sie werden aber nicht vorgeführt.
Auch der Geheimrat Landenberger berlinert bisweilen, in der Regieanweisung heißt es
„nicht selten spricht er gewollten Dialekt“ (1). Bei dem angesehenen Arzt ist die Mundart ein Zeichen seiner Bescheidenheit und seines verträglichen Gemüts.

### Schaffenskrise
Bruno Franks Biograph Sascha Kirchner vermutet: „Vielmehr scheint aus dem Stück das Leiden des Autors an den eigenen Schaffensgrenzen zu sprechen.“
Der angesehene Maler Rottacker befindet sich in einer Schaffenskrise. Er zweifelt am Sinn seiner Arbeit und glaubt, von der nachfolgenden Generation missachtet zu werden. Landenberger, der Rottacker an der Galle operierte, diagnostizierte nicht nur eine körperliche Krankheit bei ihm:
- Diese Krankheit jetzt, das ist ja gar keine Krankheit, das ist eine Krisis. Der Organismus versagt. Es ist Stillstand. Abebben. Anfang vom inneren Tod. (8–9)

Im Verlauf des Stückes gibt Rottacker Einblicke in seinen Gemütszustand:
- Ich bin neugierig, ob der Geheimrat recht gehabt hat, mir das Leben zu retten. (13)

- Sibylle: Sie quälen sich, wo andere froh auf Ruhm und Leistung ausruhn würden.

Rottacker: Ja, dazu gehört ein robustes Gemüt. – Oder die Gnade.
Sibylle: Die Gnade?
Rottacker: Ja, die Auserwähltheit. Das Gefühl, zu den fünf oder sechs Männern zu gehören, die in jedem Jahrhundert wirklich etwas bedeuten. (36)
- Mein ganzes Leben hindurch habe ich dagestanden wie vor einer gläsernen Mauer. Deutlich, zum Greifen nahe, habe ich vor mir gesehen, was ich vollbringen wollte, deutlich, mit jeder Linie, jedem Schatten, nur wie durch bloße Luft von mir getrennt, – und doch nicht zu fassen. (47)

## Rezeption
- Zur Uraufführung in München, Berliner Börsen-Zeitung, 16. Oktober 1919:

Sein Thema, das feinste seelische Entwicklung erheischt, um glaubhaft zu werden, widersteht dem auf Explosion und Konzentration bedachten dramatischen Geiste. So sind denn zwei Drittel des Werkes nichts als sinnvolle, von seinem Geiste beseelte, bisweilen aber die Grenzen der Sentimentalität berührende Dialoge.
- Hedwig Pringsheim, Tagebücher 1917–1922, Seite 317, 10. Oktober 1919:

… abend mit Alfred u. Katja ins Schauspielhaus zu Bruno Franks Première „Die Trösterin“, das mir beim Lesen besser gefallen, als bei der, trotz Else Heims, untermittelmäßigen Aufführung, bei der es langweilig u. schwächlich wirkte, auch nur einen bestrittenen Achtungserfolg hatte.
- Lion Feuchtwanger, Ein möglichst intensives Leben: Die Tagebücher, Seite 18, Oktober 1919:

10. Oktober 1919: Première „Die Trösterin“, Aufführung schlecht, Clicquenerfolg.
11. Oktober 1919: Kritiken „Trösterin“ für mich ganz gut. Nach der Première mit Elias, Waldau, Frank, Hoerschelmann, der Heims, Frau Speyer, der Hagen und sehr viel Volk zusammen.
15. Oktober 1919: Die „Trösterin“ wird abgesetzt.
- Bruno Franks Biograph Sascha Kirchner urteilte 2009 über das Stück:[5]

Einmal mehr kristallisierte sich „Mitleid“ und der daraus folgende Dienst am anderen als zentrales Movens von Bruno Franks Schreiben heraus. „Mitleid mit den großen Schmerzen der Welt“ empfand er als Grundmotiv seines Werks, wie er dem jungen Klaus Mann 1926 in einem Interview erklärte. Hier erscheint es bühnengerecht durch den Ehebruch forciert und eben deshalb nicht glaubwürdig. Zurecht kritisierte man angesichts der Münchner Uraufführung im Oktober 1919, daß es Frank an der dramatischen Kraft fehle, „die Menschen an sich herauszustellen, sie frisch und unmittelbar dem Beschauer vor Augen treten zu lassen“. Es fehlt den Charakteren an Plastizität, und es fehlt an der konsequenten dramatischen Zuspitzung des Konfliktes, der Rottacker am Ende einsam zurückläßt – einsam wie zu Beginn. Vielmehr scheint aus dem Stück das Leiden des Autors an den eigenen Schaffensgrenzen zu sprechen. Diese Empfindung allein machte noch kein tragfähiges Bühnenstück aus.

## Druckausgabe
- Die Trösterin. Schauspiel in drei Akten. München : Musarion, 1919, pdf.